# 海上保安庁観閲式
海上保安庁観閲式（かいじょうほあんちょうかんえつしき）とは、不定期に東京湾羽田沖にて実施される海上保安庁の観閲式及び総合訓練である。

## 主要出席者
- 総合指揮官：第三管区海上保安本部長
- 観閲官：海上保安庁長官および国土交通大臣（または副大臣）
- 特別観閲官：内閣総理大臣（平成21年度の麻生太郎総理大臣が初出席）[1]。

## 観閲式
観閲式は、観閲官等や一般参加者の乗船している観閲船隊と観閲を受ける側である受閲船隊・受閲航空機隊に分かれ、受閲船船隊は第一小隊から第四小隊および関係機関船艇、受閲航空機隊は第一群から第五群までに分かれ観閲を受ける。

## 総合訓練
- 放水展示訓練（消防船等による着色放水）
- 編隊飛行訓練（航空機による編隊飛行）
- 人命救助・海上防災訓練（火災船消火および海中転落者の吊り上げ救助）
- 密輸容疑船捕捉訓練（警察、税関との連携による容疑船の追跡、捕捉及び容疑船乗組員の制圧・逮捕）
- 不審船対応訓練（海自護衛艦との連携による不審船追跡、正当防衛射撃など）

## 参加船艇・航空機等
毎年各管区から巡視船艇・航空機が参加するが、参加船艇は固定ではなく毎年選定され、基本的には最新鋭船艇は参加するようである。
また、観閲式の受閲船隊には参加せず、総合訓練にのみ参加する船艇等もある。

### 関係機関船艇（過去の参加船艇）
- 警視庁警備艇ふじ
- 神奈川県警察警備艇しょうなん
- 千葉県警察警備艇ぼうそう
- 東京消防庁消防艇みやこどり
- 横浜市安全管理局消防艇よこはま
- 川崎市消防局消防艇第6川崎丸
- 千葉市消防局消防艇まつかぜ
- 市川市消防局消防艇ちどり
- 海上自衛隊護衛艦はつゆき、さわゆき、しらゆき、はたかぜ
- 東京税関監視艇あさま
- 横浜税関監視艇つくばね、つばさ
- 水産庁漁業取締船 東光丸、はまなす
- 関東地方整備局あおぞら
- アメリカ沿岸警備隊巡視船RUSH、JARVIS
- インド沿岸警備隊巡視船SAGAR
- ロシア国境警備隊チェコトゥカ

## 参加機関
（カッコ内は過去の参加船艇）
- 警察機関
  - 警視庁
  - 神奈川県警察本部
  - 千葉県警察本部
- 消防機関
  - 東京消防庁
  - 横浜市消防局
  - 川崎市消防局
  - 千葉市消防局
  - 市川市消防局
- その他官公庁
  - 海上自衛隊
  - 東京税関
  - 横浜税関
  - 水産庁
  - 関東地方整備局
- 外国機関
  - アメリカ沿岸警備隊
  - インド沿岸警備隊
  - ロシア国境警備隊
- その他
  - 日本水難救済会
  - 海守

## その他
- 総合訓練終了後は、各船艇航空機によるフェアウェルとよばれる見送りが行われ、各船艇航空機の乗組員が一般参加者に手を振ったり、所属都道府県等のPR活動、乗組員によるパフォーマンスなどを行い参加者を楽しませる。
- 総合訓練では、海上保安庁公認のボランティア団体である海守の会員のうち、数十名の希望者が抽選で選ばれて観客として参加することができる。
- 2013年（平成25年）度以降は尖閣諸島問題による警備強化の影響などで開催されていなかったが、2018年（平成30年）度は海上保安庁創設70年の節目ということもあり開催されることが発表された[2][3]。